# Tibioplus
Tibioplus là một chi nhện trong họ Linyphiidae.